# Греко-римская борьба
Греко-ри́мская борьба́ (до второй пол. 1940-х гг. была известна в России как «французская борьба», после — «классическая борьба», «спортивная борьба греко-римского стиля») — европейский вид борьбы, в котором спортсмен посредством определённого арсенала технических действий (приёмов) пытается вывести соперника из равновесия и прижать лопатками к ковру. В греко-римской борьбе, в отличие от вольной, запрещены технические действия ногами (зацепы, подножки, подсечки) и некоторое время были запрещены захваты ног руками. Классическая борьба родилась в Древней Греции и получила развитие в Римской империи, а современный, возрождённый вид греко-римской борьбы сформировался во Франции в первой половине XIX века, отсюда и его название до середины XX века.
Борьба вошла в программу современных олимпийских игр на первой олимпиаде в Афинах в 1896 году. На следующих олимпийских играх 1900 года соревнования по борьбе не проводились, но начиная с 1904 года борьба входила в программу каждых летних олимпийских игр. С 1898 года проводятся чемпионаты Европы, с 1904 года — чемпионаты мира. В Международной федерации борьбы — ФИЛА (FILA; основана в 1912 году) состоит свыше 120 стран (1997).
Международной федерацией борьбы величайшим борцом греко-римского стиля XX века был признан российский спортсмен Александр Карелин, являющийся 3-кратным олимпийским чемпионом, 9-кратным чемпионом мира, 12-кратным чемпионом Европы и 13-кратным чемпионом СССР и России.
Кубинский борец Михаи́н Ло́пес Ну́ньес - единственный в истории пятикратный победитель Олимпийских игр.

## Правила

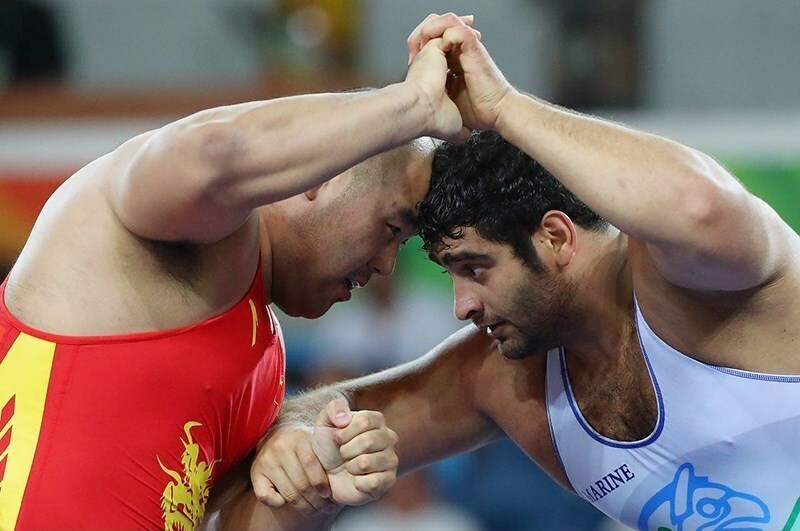
Борьба в стойке характеризуется непрерывными усилиями обоих спортсменов, направленными на занятие позиции по отношению к сопернику, удобной для проведения того или иного приёма

Греко-римская борьба — это единоборство двух спортсменов с использованием различных приёмов, которые применяются не ниже пояса. Главная цель поединка — прижать противника спиной к ковру (туше́). Борец может также одержать победу, выиграв 1 или 2 периода. Если борец набирает преимущество в 8 баллов, то встреча заканчивается. Когда счёт остается равным, а схватка закончена, победитель определяется по следующим критериям:
1. качество технических действий;
2. меньшее количество предупреждений;
3. по последнему техническому действию.

Встреча проводится в 2 периода по 3 минуты (2 минуты у кадетов и младше) с перерывом в 30 секунд. Борцы набирают определённое количество очков за каждый бросок, удержание или приём, который они выполняют в схватке. Рефери на ковре присуждает очки, но главный судья (или председатель ковра) должен согласиться с его решением перед тем, как эти очки будут засчитаны. Борцу также могут быть присвоены очки в случае, если его соперник допускает нарушения, такие как пассивность при ведении схватки (уклонение от борьбы).
На схватку запрещено выходить со смазанным какими-либо веществами телом, что может привести к его «скользкости», ногти должны быть коротко острижены, при себе должен обязательно быть носовой платок. Вступление в дискуссию с судьёй запрещено и карается зачислением проигрыша. Также борцы не имеют права разговаривать друг с другом и покидать ковёр без разрешения судьи.

## Техника ведения борьбы

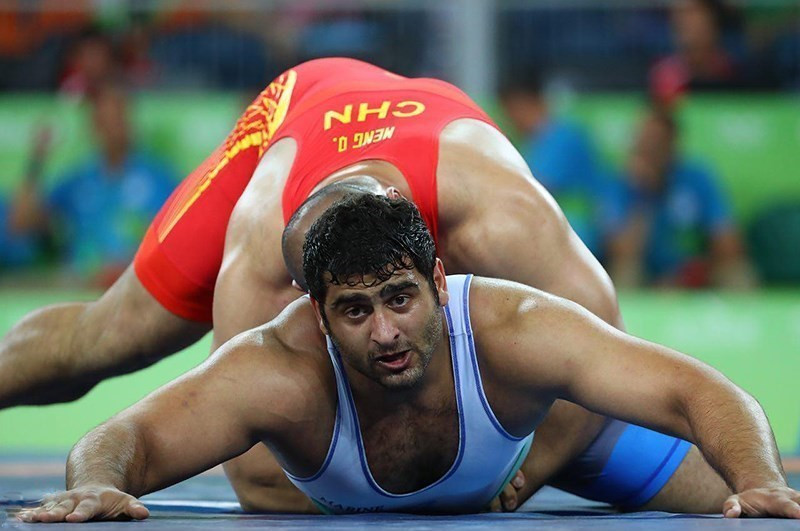
Перед борцом в красном трико стоит задача оторвать соперника с ковра, либо перевернуть его на спину, не трогая при этом его ног. Задача лежащего — не дать уложить себя на лопатки

Стойка в классической борьбе бывает высокой, средней, низкой и по отношению к сопернику — правосторонняя, левосторонняя, фронтальная. Вперёд выставляется, как правило, та нога борца, которая сильнее. Высокая и средняя стойка удобна для манёвренности и атаки, низкая — для защиты.
Хотя ноги и не «участвуют в схватке», их сила и быстрота играют огромную роль. При проведении большинства бросков с поднятием соперника ноги с согнутого в коленях положения переходят в выпрямленное положение, преодолевая вес атакуемого.

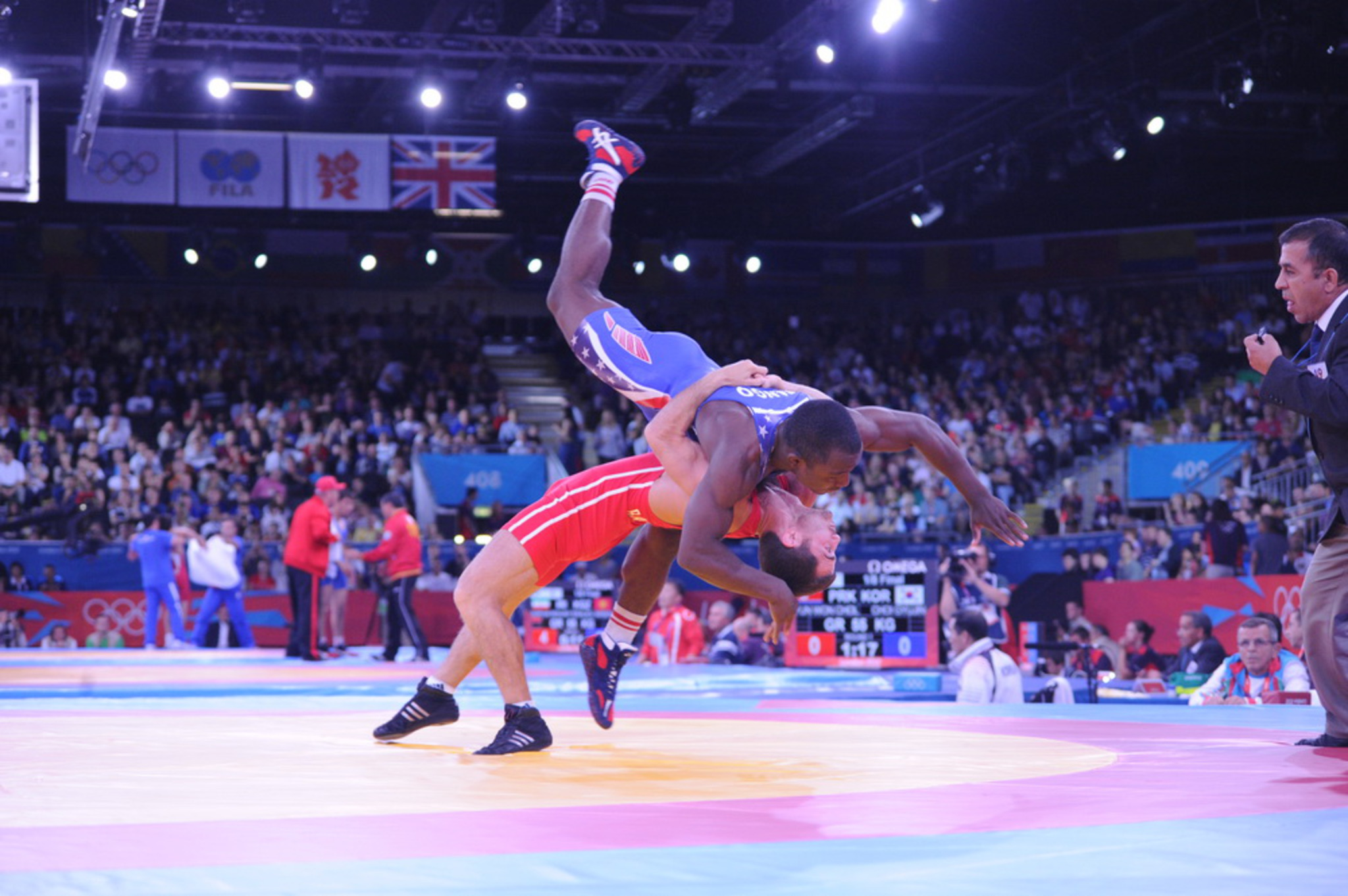
Приёмы в стойке отличаются рывком и амплитудой

Передвижение должно быть быстрым, но устойчивым и происходит так: сначала вперёд ставится одна нога, а потом к ней подтягивается другая, скрещивать ноги не рекомендуется, так как это может привести к потере устойчивости.
Борцам греко-римского стиля, в отличие от борцов вольного стиля, запрещается использовать в приёмах зацепы и подножки, а также атаковать ноги соперника, также строго запрещены технические действия против суставов, болевые приёмы, захват шеи двумя руками (более 5 секунд). Борцы используют только верхнюю часть тела для проведения бросков руками, поднятия тела соперника, при этом принимая ближнюю дистанцию по отношению друг к другу. В таком стиле борьбы преимущество имеют борцы, которые могут подавлять соперника силой.
В классической борьбе схватка ведётся как в стойке, так и в партере (лёжа). При борьбе в стойке главной целью является вывести соперника из равновесия — перевести в партер. Для этого используются различные броски («вертушка», прогибом, разворотом) и сбивания, например, захватить противника «петлёй» (захват шеи и плеча) и силой прижать к ковру; «нырнуть» под руку сопернику, оказаться за спиной, захватить туловище двумя руками и бросить через себя с постановкой бросающего на мост (бросок прогибом). Особенностью выполнения бросков является то, что атакующий должен сопровождать в падении атакуемого — это приводит к высокой амплитуде бросков.
При борьбе в партере необходимо перевернуть соперника таким образом, чтобы он оказался прижатым лопатками к ковру, и удержать его в таком положении несколько секунд. Для этого используются различные накаты, перекаты, откаты, а для перевода соперника из положения «на мосту» в положение «на лопатках» (туше) используется «дожим».
Захваты в классической борьбе, в отличие от дзюдо и самбо, применяются на теле, что требует приложения большей физической силы. Запрещено хватать за одежду, уши, нос, пальцы, половые органы. Применяются захваты за кисти, предплечья, плечи, шею и корпус.

### Технические действия
Технические действия греко-римской борьбы включают в себя оцениваемые (основные технические действия) и неоцениваемые (начальные и вспомогательные технические действия) приёмы, контрприёмы и манёвры, включающие в себя атакующие, защитные и комбинированные действия в положении стоя, полустоя, в партере, лёжа. К начальным техническим действиям относятся манёвры:
- стойками,
- передвижениями,
- захватами.

Основные технические действия:
- в стойке: броски, сбивания (переводы), сваливания;
- в партере: сбрасывания, перебрасывания, перекатывания, перевороты;
- лёжа: удержания, дожимы, перевороты.

К вспомогательным техническим действиям относятся переходные и подготовительные приёмы, обманные приёмы и отвлекающие манёвры (финты), и приёмы защиты. Все контрприёмы называются точно так же как и приёмы, но с приставкой «контр-». Оценка того или иного технического действия, помимо предусмотренного правилами балла, зависит от качества («чистоты») его выполнения. Начальные и вспомогательные технические действия хоть и не оцениваются судьями, позволяют сформировать общее впечатление о квалификации и уровне мастерства спортсмена.
Различают броски проворотом, наклоном, прогибом, запрокидыванием. Две базовые разновидности бросков, в зависимости от положения тела соперника, с ковра и в стойке. Последние подразделяются на броски: с заходом к сопернику спереди, сбоку, снизу, сзади. Ниже представлены некоторые распространённые броски:
- бра-руле́
(фр. BRAS ROULÉ)
- су́плес-ава́н
(фр. SOUPLESSE AVANT)
- су́плес-арье́
(фр. SOUPLESSE ARRIÈRE)
- ара́ш
(фр. ARRACHE)
- араш-жо́мбе-кар
(фр. ARRACHE JAMBE ÉCART)
- тур-де-тет
(фр. TOUR DE TETE)
- бра-аля-воли́
(фр. BRAS À LA VOLÉE)
- пувуа́-ляраше́
(фр. POUVOIR L'ARRACHÉ)
- ребур
(фр. CUISSE À REBOURS)
- тур-де-ганш
(фр. TOUR DE HANCHE)
- тур-де-ганш ан-тет
(фр. TOUR DE HANCHE EN TÈTE)
- тур-де-ганш ан-асе́ль
(фр. TOUR DE HANCHE EN AISSELLE )

Приведенные выше названия приёмов указаны в оригинальном французском варианте, сформулированном Жаном Эсбройе в 1848 году. В России в царский период и в раннее советское время употреблялась французская терминология, для того, чтобы преуспеть, спортсмену необходимо было обладать минимальными познаниями французских борцовских терминов. В СССР с 1948 г. французская терминология была полностью исключена из спортивного лексикона в рамках кампании по борьбе с «низкопоклонством перед Западом». Приёмы получили русскоязычные названия («суплес» — «бросок прогибом», «суплес-аван» — «передний пояс», «суплес-арье» — «обратный пояс», «бра-руле́» — «мельница» и т. д.), а сам спорт переименовали из французской в классическую борьбу (с 1991 года в СССР, а затем России и постсоветских республиках стало использоваться официально употребляемое ФИЛА международное название греко-римская борьба).

## Гибкость и сила

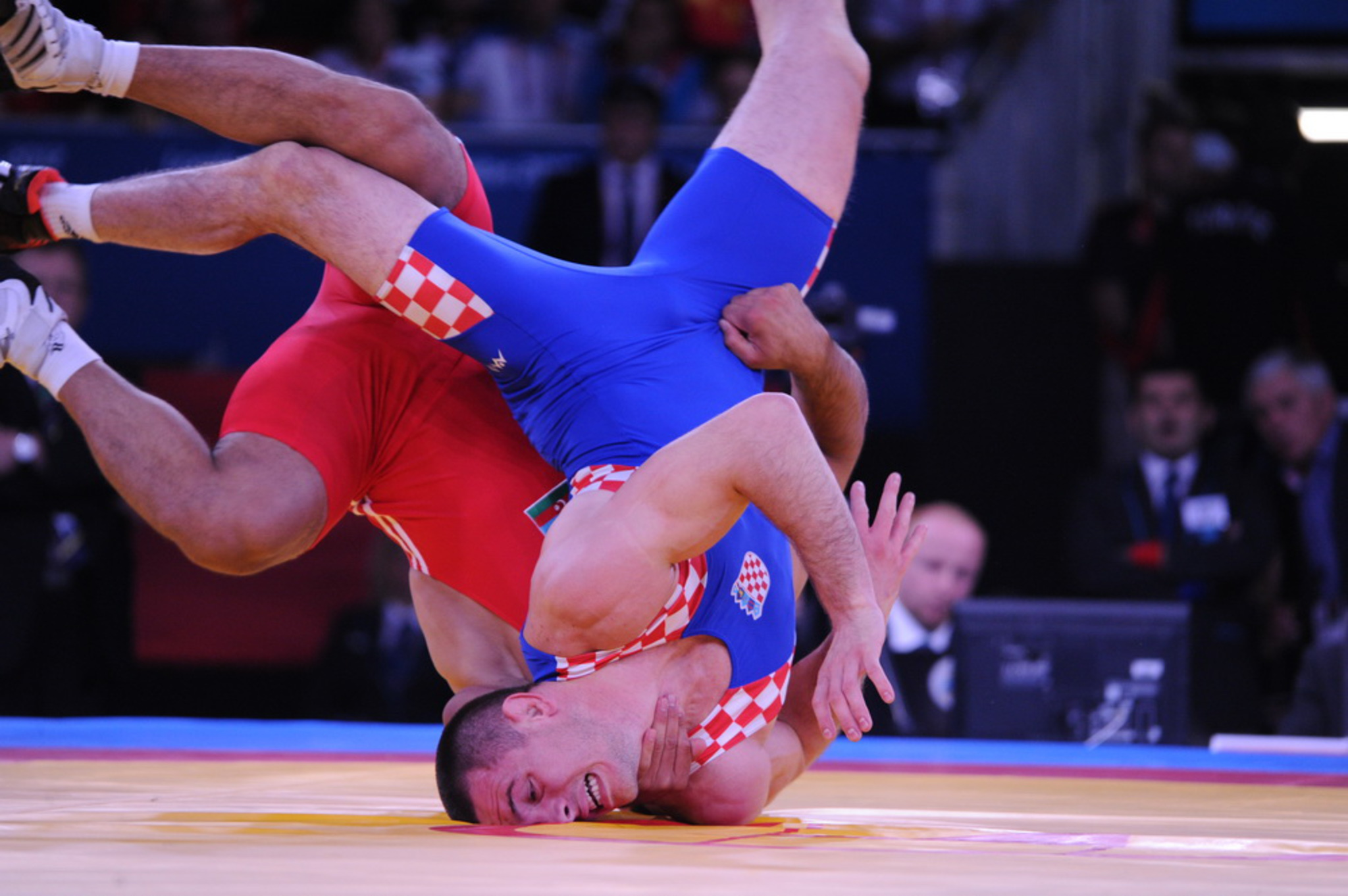
Визитной карточкой греко-римской борьбы являются броски прогибом с захватом за поясницу, чрезвычайно травмоопасные для обоих спортсменов и требующие чрезвычайной гибкости и силы

Классическая борьба является тандемом гибкости и силы. В силу специфики борьбы особое место в тренировках уделяется проработке «моста», положения атлета, при котором ковра касаются только ноги, лоб, иногда подбородок, а спина изогнута дугой.
Для развития гибкости используется разучивание определённого набора акробатических упражнений: кувырки, колесо, рондат, стойка на руках, подъём со спины прогибом, забегания, мост.
Без крепких и эластичных суставов, кровеносных сосудов и лимфосистемы борец не имеет шансов на победу, поэтому тщательным образом отрабатывается техника падения и самостраховки. Дыхательная система и общая выносливость развивается с помощью бега и подвижными играми, особенно популярен регбол.
Приёмы отрабатывают на манекене (или чучеле) и в работе с партнёром. В учебных схватках оттачивается техника и развивается специальная выносливость. Выносливость играет большую роль.
Силу развивают на снарядах (перекладина, брусья), а также работой с отягощениями (рекомендуются — приседания, становая тяга, жимы штанги лёжа/стоя, упражнения из пауэрлифтинга/бодибилдинга/тяжёлой атлетики), без отягощения (отжимание от пола), силовые упражнения на шею, работа со жгутом. Рекомендуется заниматься со жгутом возле гимнастической стенки, отрабатывать повороты бедра.

## Экипировка
В экипировку борца входят трико, носки, мягкие борцовские кеды («борцовки»), допускается платок. Последний использовался для вытирания крови и пота, но в настоящее время применяют современные тампоны, а платок остаётся своеобразной данью традиции. Для начинающих борцов можно использовать футболку и шорты. А вместо «борцовок» могут использоваться обычные кеды или чешки.

## Весовые категории
В настоящее время международная греко-римская борьба делится на пять основных возрастных категорий: младшие юноши, юноши, кадеты, юниоры и взрослые.
Младшие юноши (молодые люди в возрасте 12-13 лет или 11 лет с медицинским заключением и разрешением родителей) борются в 10 весовых категориях от 29 до 85 кг. Юноши (молодые люди в возрасте 14-15 лет или 13 лет с медицинским заключением и разрешением родителей) борются в 10 весовых категориях от 32 до 120 кг. Кадеты (молодые люди в возрасте 16-17 лет или 15 лет с медицинским заключением и разрешением родителей) борются в 10 весовых категориях от 55 до 130 кг. 
Юниоры (юноши в возрасте от 18 до 20 лет или 17 лет с медицинским заключением и разрешением родителей) борются в восьми весовых категориях от 55 до 130 кг. 
Взрослые люди (мужчины в возрасте от 20 лет и старше) борются в семи весовых категориях от 55 до 130 кг. Для мужчин есть также специальная категория «ветераны», для мужчин в возрасте от 35 лет и старше, предположительно с такими же весовыми категориями, что и у взрослых. Кроме того, все мужские возрастные категории и весовые категории могут быть применены к вольной борьбе. Борцы после взвешивания могут бороться только в своей весовой категории. Борцы в старшей возрастной категории могут бороться в более высокой весовой категории, за исключением тяжёлой весовой категории (которая начинается с веса более 96 кг для мужчин). В разных странах весовые и возрастные категории могут отличаться зависимости от уровня конкуренции в этом виде спорта.

## Самые титулованные борцы греко-римского стиля
Пятикратные олимпийские чемпионы:
- Михаин Лопес Нуньес — 5-кратный чемпион мира

Трёхкратные олимпийские чемпионы:
- Александр Карелин — 9-кратный чемпион мира
- Карл Вестергрен — чемпион мира

Двукратные олимпийские чемпионы:
- Валерий Резанцев — 5-кратный чемпион мира
- Иштван Козма — 3-кратный чемпион мира
- Петр Киров — 3-кратный чемпион мира
- Хамза Ерликая — 3-кратный чемпион мира
- Армен Назарян — 3-кратный чемпион мира
- Роман Власов — 3-кратный чемпион мира
- Боян Радев — 2-кратный чемпион мира
- Сим Гвон Хо — 2-кратный чемпион мира
- Анджей Вроньский — чемпион мира
- Александр Колчинский — чемпион мира
- Филиберто Аскуй — чемпион мира
- Аксель Грёнберг — чемпион мира
- Йон Рённинген — чемпион мира
- Оскар Фриман — чемпион мира
- Ивар Юханссон, также олимпийский чемпион по вольной борьбе
- Рудольф Свенссон
- Винченцо Маэнца
- Митхат Байрак
- Вяйнё Коккинен
- Клас Юханссон

Другие выдающиеся борцы:
- Хамид Сориан — олимпийский чемпион, 6-кратный чемпион мира
- Николай Балбошин — олимпийский чемпион, 5-кратный чемпион мира
- Роман Руруа — олимпийский чемпион, 4-кратный чемпион мира
- Артур Алексанян — олимпийский чемпион, 4-кратный чемпион мира, 7-кратный чемпион Европы
- Александр Томов — 5-кратный чемпион мира, 3-кратный серебряный призёр Олимпийских игр
- Гоги Когуашвили — 5-кратный чемпион мира, бронзовый призёр Олимпийских игр
- Рыза Каяалп — 5-кратный чемпион мира, серебряный и бронзовый призёр Олимпийских игр
- Виктор Игуменов — 5-кратный чемпион мира

Цирковые борцы:
- Иван Максимович Поддубный
- Хаджимукан Мунайтпасов

## Греко-римская борьба в искусстве
Кинематограф
- Художественный фильм «Чемпион мира», СССР, 1954 г. — история деревенского парня, ставшего чемпионом мира. В главной роли — Алексей Ванин.
- Художественный фильм «Борец и клоун», СССР, 1957 г. — история дружбы борца Ивана Поддубного с клоуном-дрессировщиком Анатолием Дуровым. В роли Поддубного — Станислав Чекан, в роли одного из борцов снялся Александр Мазур.
- Художественный фильм «Воздухоплаватель», СССР, 1975 г. — биографическая драма о русском борце Иване Заикине. В главной роли — Леонард Варфоломеев.
- Художественный фильм «На арене Лурих»[13], СССР, 1984 г. — о событиях из жизни борца Георга Луриха. В главной роли — Тыну Луме.
- Художественный фильм «Знай наших!», СССР, 1985 г. — в начале 20-го века казахский борец Хаджимукан Мунайтпасов выступает на большой арене. В главной роли — Алеухан Бекбулатов, в роли Рауля ле Буше — Сослан Андиев.
- Художественный фильм «Арена неистовых», СССР, 1986 г. — историческая спортивная драма. В главной роли — Отар Мегвинетухуцеси.
- Художественный фильм «Поддубный», Россия, 2014 г. — история жизни Ивана Поддубного. В главной роли — Михаил Пореченков[14].
- Художественный фильм «До конца», Россия, 2018 г. — молодой спортсмен-борец идет к мечте своей жизни, стремится достичь вершин спортивной карьеры. В главной роли — Сероп Сергоян[15].
- Художественный фильм «Кажымукан», Казахстан, 2024 г. — история жизни Хаджимукана Мунайтпасова. В главной роли — Ербол Толепберген.